# Hey Bulldog
Hey Bulldog (englisch für „Hallo Bulldogge“) ist ein Lied der britischen Rockband The Beatles, das erstmals 1969 auf dem Soundtrack-Album Yellow Submarine des gleichnamigen Films erschien. Komponiert wurde es hauptsächlich von John Lennon und veröffentlicht unter der Autorenangabe Lennon/McCartney.

## Hintergrund
Zur Veröffentlichung der Single Lady Madonna wollte die Plattenfirma Apple Records ein Musikvideo lancieren und hatte zu diesem Zweck ein Musikstudio gebucht. Die Beatles, die gedanklich bereits mit anderen Projekten beschäftigt waren, hatten keine Lust, für die Kameras einen längst fertig eingespielten Song erneut zu spielen oder gar zum Playback zu mimen, und nutzten die Session stattdessen dazu, einen neuen, von John Lennon an diesem Tag vorgestellten Song zu proben und aufzunehmen. Ursprünglich „You Can Talk To Me“ betitelt, erhielt der Song seinen endgültigen Namen, als Paul McCartney mitten in den Aufnahmen zu jaulen und zu bellen anfing, worauf man die Zeile „Hey Bullfrog“ spontan in „Hey Bulldog“ änderte.
Das im Anschluss veröffentlichte Musikvideo bestand nun aus den Filmaufnahmen zu Hey Bulldog, die allerdings auf den zu promotenden Song Lady Madonna geschnitten worden waren. Erst im Jahr 1999 wurde das Filmmaterial restauriert und mit dem damals tatsächlich gespielten Song vereint. 
Hey Bulldog und George Harrisons It’s All Too Much wurden eigens für den Film Yellow Submarine geschrieben, für den ansonsten auf bereits existierende oder unveröffentlichte Songs zurückgegriffen wurde. John Lennon sagte 1980 dazu: „Aber ich mochte den Film, als Kunstwerk. Sie wollten einen weiteren Song, also haute ich Hey Bulldog raus. Es ist eine gut klingende Platte, die nichts bedeutet.“

## Aufnahme
Hey Bulldog wurde am 11. Februar 1968 in den Londoner Abbey Road Studios (Studio 3) mit dem Produzenten George Martin aufgenommen. Geoff Emerick war der Toningenieur der Aufnahmen. Die Beatles nahmen zehn Takes auf und entschieden sich für Take 10 um daran weiter zu arbeiten. Die Aufnahmen erfolgten in einer zehnstündigen Session zwischen 16 und 2 Uhr. 
Die Monoabmischung erfolgte am 11. Februar 1968, die Stereoabmischung erst am 29. Oktober 1968.
Besetzung:
- John Lennon: Leadgitarre, Klavier, Gesang
- Paul McCartney: Bass, Hintergrundgesang
- George Harrison: Leadgitarre
- Ringo Starr: Schlagzeug, Tamburin

## Veröffentlichungen
- Am 13. Januar 1969 erschien in den USA das 17. Beatles-Album Yellow Submarine, auf dem Hey Bulldog enthalten ist. In Großbritannien wurde das Album am 17. Januar veröffentlicht, dort war es das elfte Beatles-Album. In Deutschland erschien das Album am 21. Januar, dort war es das 14. Album der Beatles.
- Am 2. Februar 1972 erschien in Deutschland und weiteren Ländern die Single All Together Now / Hey Bulldog.[2]
- Hey Bulldog wurde auch für das Beatles-Kompilationsalbum Rock ’n’ Roll Music verwendet, das am 7. Juni 1976 erschien.
- Am 13. September 1999 wurde auf dem Album Yellow Submarine Songtrack eine neue Abmischung von Hey Bulldog, durch Peter Cobbin und seinen Assistenten Paul Hicks und Mirek Stiles hergestellt, veröffentlicht. Es wurden für den wiederveröffentlichten Film Yellow Submarine darüber hinaus 5.1-Abmischungen angefertigt.
- Am 10. November 2023 wurde das Kompilationsalbum 1967–1970 erneut wiederveröffentlicht. Auf diesem befindet sich erstmals Hey Bulldog, hier in einer von Giles Martin und Sam Okell 2023 neu abgemischten Version.

## Coverversionen
Es existieren Coverversionen, unter anderem von Ween, Gomez, Rolf Harris, Toad the Wet Sprocket, Firewater, Skin Yard und Fanny.